# 微罪処分
微罪処分（びざいしょぶん）とは、日本の刑事手続において刑事訴訟法及び犯罪捜査規範に基づき、司法警察員が捜査した事件について犯罪事実が極めて軽微で、かつ検察官から送致の手続をとる必要がないと予め指定されたものについて送致を行わずに刑事手続を終了させる処分。 

## 概要
日本の刑事訴訟法において、司法警察員は、犯罪の捜査をしたときには、原則として、その書類や証拠物とともにその事件を検察官に送致しなければならないとされている（刑事訴訟法246条本文）。通常の刑事手続であれば、警察から検察へと送致された事件を検察庁が捜査し、検察官が起訴するか否かを決定する（事件処理）。
しかし、刑事訴訟法は、検察官が指定した事件については送検せずに刑事手続を終了させることができると規定する（刑事訴訟法246条ただし書き）。
同条にいう「検察官が指定した事件」の具体的内容は、一定の犯罪の種類（窃盗等）や内容（被害の程度等）、被疑者の情状（前科等）などを考慮して各地方検察庁が定めた基準によって決まる。これらの基準に該当する事件は、警察から検察官に送致されず、各地方検察庁の検事正に対し、その概要が一括して報告されるのみであって、起訴あるいは不起訴処分等の送致後の検察官による刑事手続は行われない。ただし、前歴として記録は残ることになる。

### 少年事件
なお、少年事件の場合、捜査対象の事実が極めて軽微であり、犯罪の原因及び動機、当該少年の性格、行状、家庭の状況及び環境等から見て再犯のおそれがなく、刑事処分や保護処分を必要としないと明らかに認められ、かつ、検察官又は家庭裁判所から予め指定されたものについて簡易送致（犯罪捜査規範214条）の手続がある（微罪処分とは異なり報告ではなく送致は行われる）。

## 微罪処分の要件
犯罪捜査規範では、捜査した事件について、犯罪事実が極めて軽微で、かつ、検察官から送致の手続をとる必要がないと予め指定されたものについては、送致しないことができるとしている（犯罪捜査規範198条）。
ただし、告訴・告発が行われた事件については、法律である刑事訴訟法242条の送致・送付義務の存在より、当然に書類及び証拠物の検察官への送致・送付が義務的に発生する事になるので、微罪処分は行えない。

## 微罪処分の報告
微罪処分により送致しない事件については、その処理年月日、被疑者の氏名、年齢、職業及び住居、罪名並びに犯罪事実の要旨を微罪処分事件報告書に記載し、一月ごとに一括して検察官に報告することになっている（犯罪捜査規範199条）。

## 微罪処分の際の措置
微罪処分により送致しない事件については、次の処置をとらなければならないとされている（犯罪捜査規範200条）。
1. 被疑者に厳重に訓戒を加えて将来を戒めること
2. 親権者、雇主その他被疑者を監督する地位にある者又はこれらの者に代わるべき者を呼び出し、将来の監督につき必要な注意を与えその請書を徴すること
3. 被疑者に被害者に対する被害の回復、謝罪その他適当な方法を講ずるよう諭すこと